# 伊恩·罗林
伊恩·罗林（英語：Ian Rowling，1967年2月10日—），澳大利亚男子皮划艇运动员。他曾代表澳大利亚参加1992年夏季奥林匹克运动会皮划艇比赛，获得男子四人皮艇1000米铜牌。